# Friedrich Mellmann
Friedrich Mellmann (* 11. März 1897 in Wandsbek; † 2. November 1972 in Hamburg) war ein deutscher Politiker der SPD,  Mitglied der Hamburgischen Bürgerschaft und Geschäftsführer einer Wohnungsbaugenossenschaft.

## Leben

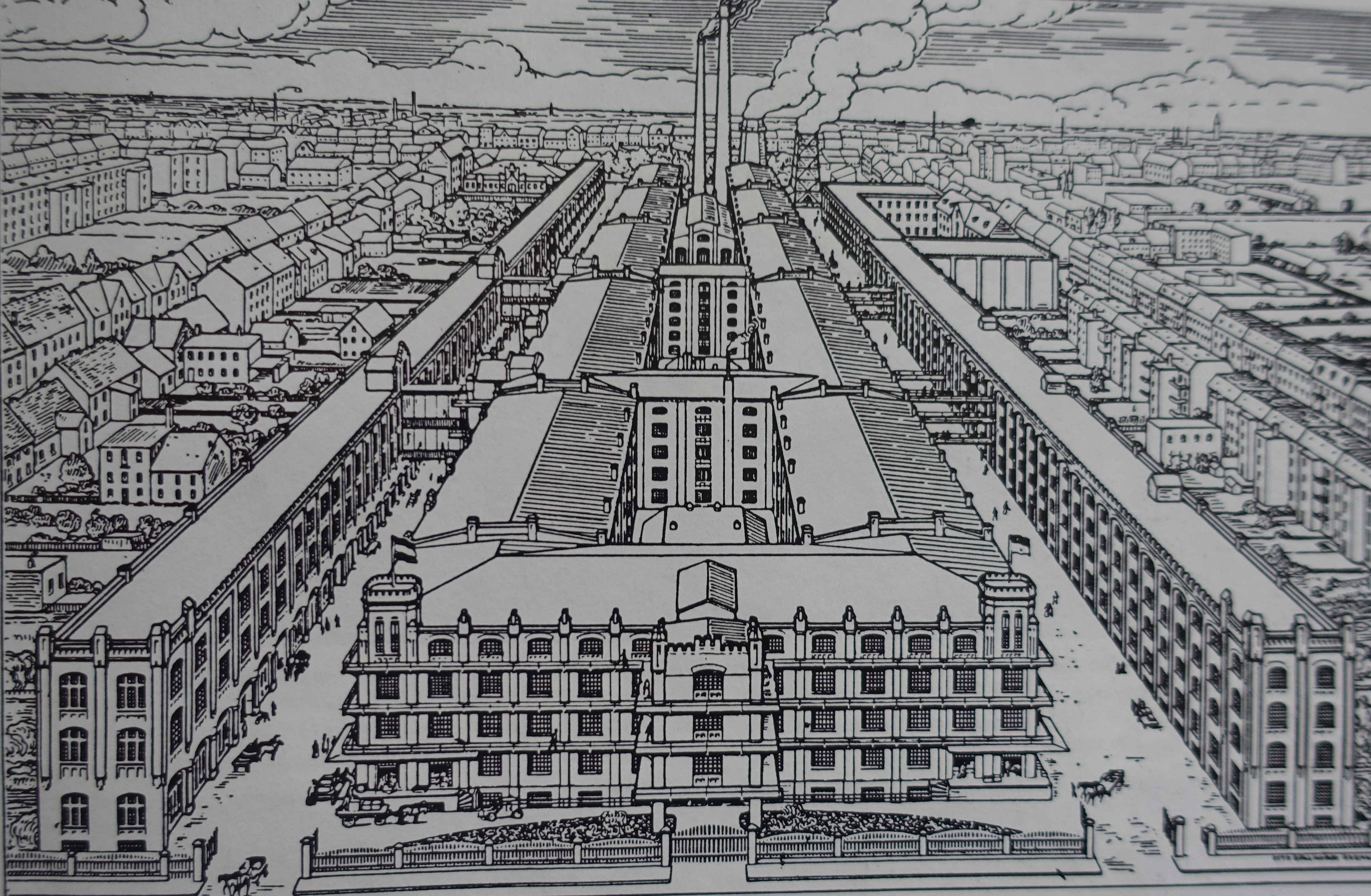
Schokoladenfabrik Neumann-Reichardt-Werk in Wandsbek 1914

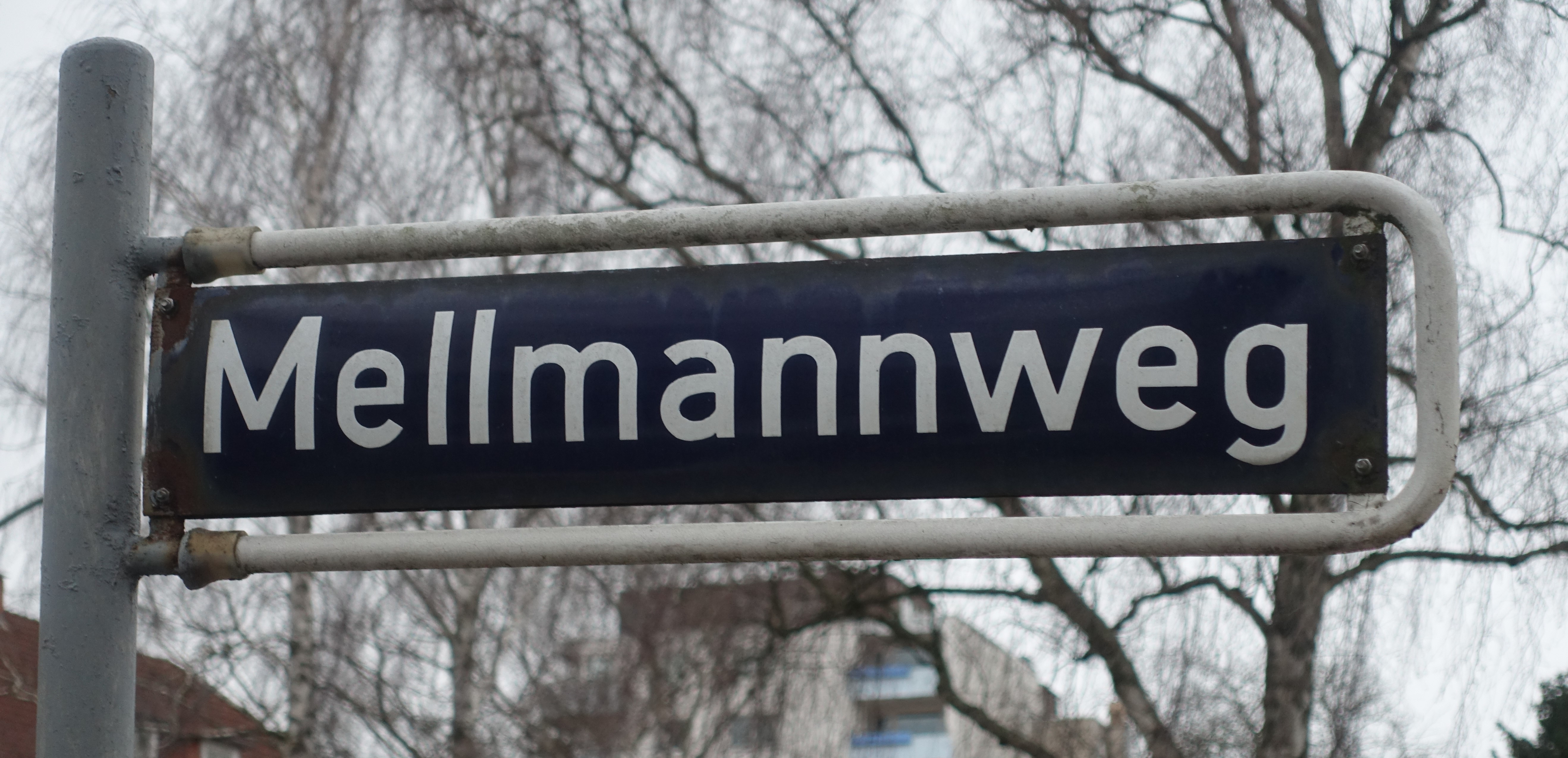
Mellmannweg in Hamburg-Wandsbek

Friedrich Mellmann besuchte von 1903 bis 1911 die Volksschule in Wandsbek. Von 1911 bis 1915 erlernte er das Schmiede- und Schlosserhandwerk. Mit Beginn seiner Lehre trat er in die Gewerkschaft Deutscher Metallarbeiterverband (DMV) ein. Von August 1915 bis November 1918 nahm er am Ersten Weltkrieg teil. Anschließend arbeitete auf Hamburger Werften. 1922 fand er eine Anstellung bei der Schokoladenfabrik, den Neumann-Reichardt-Werken, wo er von 1924 bis zur Auflösung des Werkes 1930 als Betriebsratsvorsitzender fungierte. In dem größten Betrieb in Wandsbek mit weit über 3000 Beschäftigten gelang ihm im Einvernehmen mit der Geschäftsführung verschiedene „Wohlfahrtseinrichtungen“ für die Arbeiter zu schaffen, z. B. eine Arbeiterunterstützungskasse, kostenlose Arbeitskleidung und Freigetränke, verbilligtes Mittagessen in der betriebseigenen Speiseanstalt, Einkaufsmöglichkeiten zu Großhandelspreisen für Arbeiter und Angestellte im „Wirtschaftsverein“ im Betrieb, Einrichtung eines Schwimmbades. Mellmann erlebte den wirtschaftlichen Niedergang seines Betriebes hautnah mit. 1925 wurden 2.800 Arbeiter und Angestellte wegen Schließung des Betriebes entlassen. Nach Wiedereröffnung wurden nur knapp die Hälfte wieder eingestellt. Nach dem Verkauf der Neumann-Reichardt-Werke 1928 wurde der Betrieb verlagert und die Fabrik 1930 aufgelöst. In Wandsbek stieg damit die Arbeitslosigkeit in der Weltwirtschaftskrise zusätzlich stark an.
Am 1. März 1931 übernahm Mellmann die Geschäftsführung der Wandsbeker Wohnungsgenossenschaft freier Gewerkschafter. Diese gewerkschaftliche Einrichtung wollte Wohnraum zu günstigen Bedingungen schaffen.
Mellmann war seit 1911 gewerkschaftlich organisiert, trat 1920 in die SPD ein und wurde später Mitglied des Reichsbanner Schwarz-Rot-Gold. Vorübergehend war Mellmann Mitglied der KPD, wechselte im Herbst 1928 aber wieder zur SPD. Er gehörte dem Wandsbeker SPD-Ortsvereinsvorstand an und war von 1927 bis 1933 Stadtverordneter. In dieser Zeit bildete sich Mellmann in der gewerkschaftlichen Volkshochschule weiter, wo er die Fächer Psychologie und Soziologie belegte.
Nach der Machtergreifung der NSDAP beteiligte sich Friedrich Mellmann an der illegalen Arbeit der SPD. Im Mai 1933 wurde er kurzfristig in Schutzhaft genommen. Die zweite Verhaftung erfolgte vom 20. Juni bis zum 8. Juli 1933. Danach musste sich Mellmann bis Februar 1934 täglich auf der Polizeiwache melden. Anschließend wurde er aus seiner Wohnung gewiesen.
Bei der Genossenschaft wurde er am 1. Juli 1933 von den Nationalsozialisten aus politischen Gründen entlassen. Bis Ende April 1937 war Mellmann fast durchgängig arbeitslos. Er fand nur kurzfristige Beschäftigungen, wurde dienstverpflichtet und konnte bei der Stärkefabrik Zwick in Moorfleth bis Mitte 1942 arbeiten. Um den fortwährenden Hausdurchsuchungen und Vernehmungen durch die Gestapo zu entgehen, nahm Mellmann die Gelegenheit wahr, ab 1. September 1942 in der Stärkefabrik Wronke/Warthegau als Maschinenmeister zu arbeiten. Doch auch hier war die Gestapo über seine frühere politische Tätigkeit informiert. Nach dem Attentat vom 20. Juli 1944 wurde Mellmann am 19. August 1944 (im Rahmen der Gewitteraktion) in Schutzhaft genommen und bis Mitte Oktober 1944 im Gestapo-Lager Poggenburg (Zabikowo) bei Posen eingesperrt. Von Mitte Januar bis Februar 1945 wurde er noch einmal in Haft genommen. Er kehrte nach Hamburg zurück und zog in seine Wohnung am Friedrich-Ebert-Damm in Wandsbek. Mellmann übernahm am 1. Juni 1945 wieder die Geschäftsführung der Gemeinnützigen Wohnungsbaugenossenschaft und wurde Mitglied des SPD-Kreisvorstandes in Wandsbek. Abgeordneter der Hamburgischen Bürgerschaft war er von 1946 bis 1953 und von 1956 bis 1961.

„Friedrich (Fiete) Mellmann, war ein den Mietern zugewandter Mann. Er pflegte und lebte das genossenschaftliche Miteinander. Ich beobachtete immer wieder, wenn er auf dem kurzen Heimweg von der Arbeit auf der Straße angesprochen wurde.“

## Anerkennung
In Wandsbek wurde 1980 der Mellmannweg nach ihm benannt.